# Cappella Sassetti
La cappella Sassetti è l'ultima cappella del transetto destro della chiesa di Santa Trinita a Firenze. Conserva un importante ciclo di affreschi con le Storie di san Francesco d'Assisi (1482-1485), considerato il capolavoro di Domenico Ghirlandaio e tra le opere più significative dell'Umanesimo colto, elegante e antiquario dell'epoca di Lorenzo il Magnifico. Opera di grande raffinatezza, è ricca di simboli e allusioni al mondo neoplatonico, nonché di preziosi spaccati sui personaggi e sul mondo dell'epoca.

## Storia

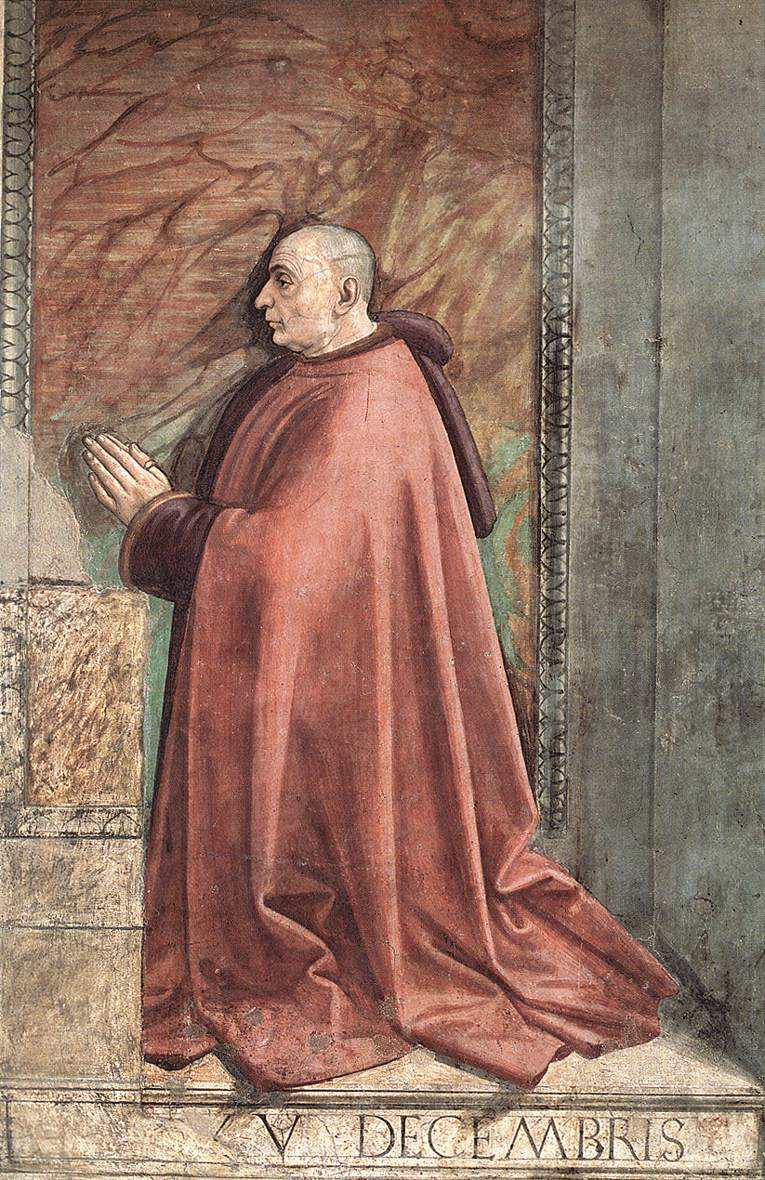
Francesco Sassetti (in rosso), committente inginocchiato, affreschi di Domenico Ghirlandaio

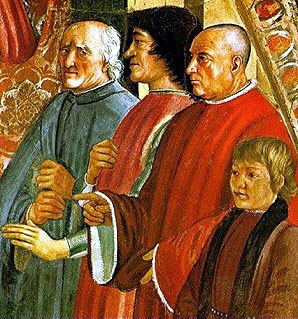
Francesco Sassetti accanto a Lorenzo de' Medici, affreschi di Domenico Ghirlandaio

Francesco Sassetti era un ricco banchiere, uomo di fiducia della famiglia Medici, per i quali dirigeva il Banco Medici. Acquistò nel 1479, in Santa Trinita (una delle basiliche preferite dalle ricche famiglie fiorentine) la cappella già dei Ficozzi, la cui costruzione risaliva al 1371. Il Sassetti aveva optato per la basilica vallombrosana dopo che aveva ricevuto il rifiuto dei Domenicani di Santa Maria Novella, dove la sua famiglia possedeva già una cappella fin dal Trecento, di finanziare un ciclo di affreschi sul suo patrono personale san Francesco, poiché santo dei "rivali" Francescani. All'epoca della decorazione, che fu sicuramente programmata negli ambienti più colti della cerchia medicea, Francesco aveva circa sessantacinque anni, e aveva da poco avuto il figlio Teodoro II, poco dopo la morte di Teodoro I.
Sassetti affidò la decorazione all'artista di maggior fama del momento in città, il Ghirlandaio, che realizzò il ciclo di affreschi tra il 1482 e il 1485, come riporta la data sotto le figure dei committenti, XXV Decembris MCCCCLXXXV, 25 dicembre 1485 (il V dell'anno è oggi illeggibile, ma riportato dalle fonti antiche) e anche la pala centrale reca come anno il 1485, su un capitello.
La cappella è stata restaurata nel 2004.

## Architettura
La cappella, con l'arco a sesto acuto e le volte a crociera, è in stile tipicamente gotico, come tutta la chiesa di Santa Trinita, ma la decorazione rinascimentale si fuse bene con la struttura più antica.
Alle due pareti laterali, sopra uno zoccolo all'altezza dell'altare, si trovano i sarcofagi in pietra di paragone di Francesco Sassetti e di sua moglie Nera Corsi, sotto un arco in pietra serena decorato da bassorilievi e dorature, opera di creazione di Giuliano da Sangallo. Alle due tombe corrispondono i ritratti dei committenti inginocchiati sulla parete centrale attorno all'altare, che sono ritratti mentre pregano rivolti verso la pala centrale con l'Adorazione dei pastori, sempre di Ghirlandaio.

## Affreschi
Il ciclo affrescato si dispiega su tre pareti incorniciate da elementi architettonici fittizi. Anche la pala d'altare su tavola, l'Adorazione dei pastori, è circondata da un rivestimento marmoreo.
Il tema della decorazione è essenzialmente duplice, ma assimilabile poi, in ultima analisi, a una medesima riflessione sulla vita, la morte e la rinascita. Un primo tema è legato alla Vita di san Francesco; un secondo attraversa trasversalmente le pitture sull'arco esterne alla cappella, la volta con le Sibille, la pala d'altare, i rilievi sui sarcofagi e i piccoli monocromi attorno alle tombe, e riguarda la seconda venuta di Cristo e la sua profezia in ambito pagano. Il tema francescano ovviamente era legato al nome del committente, mentre quello della venuta di Cristo, pur essendo connesso ad alcuni eventi della vita del Sassetti, si collegava strettamente al clima culturale dell'Accademia neoplatonica e alla situazione politica di Firenze, come nuova Roma, con una celebrazione della pace e della nuova età dell'oro sotto Lorenzo il Magnifico.
Ghirlandaio fuse inoltre il tema filosofico-religioso con uno più prettamente storico, cioè immortalare i committenti e la società fiorentina dell'epoca con i ritratti personificati nei vari personaggi delle scene.
Il ciclo affrescato delle Storie di san Francesco si dispiega su tre pareti incorniciate da elementi architettonici fittizi e si legge su sei scene, a partire dalla parte alta della parete sinistra, fino a quella bassa della parete destra, e sono:
1. Rinuncia ai beni terreni
2. Miracolo delle stimmate
3. Approvazione della Regola francescana
4. Miracolo del fanciullo resuscitato (un evento legato alla famiglia Sassetti e non all'agiografia tradizionale del santo)
5. Prova del fuoco davanti al sultano
6. Esequie di san Francesco.

Dal punto di vista dell'iconografia in genere si ritiene che il Ghirlandaio non conoscesse le Storie della Basilica di San Francesco di Assisi, ma certamente aveva visto quelle della Cappella Bardi in Santa Croce. Non tutte le scene sono di uguale livello artistico: evidentemente Ghirlandaio curò maggiormente quelle più vicini agli occhi dello spettatore e quelle della parete centrale, maggiormente visibile, facendo un maggiore ricorso agli aiuti nelle scene laterali e superiori.

### Scene esterne

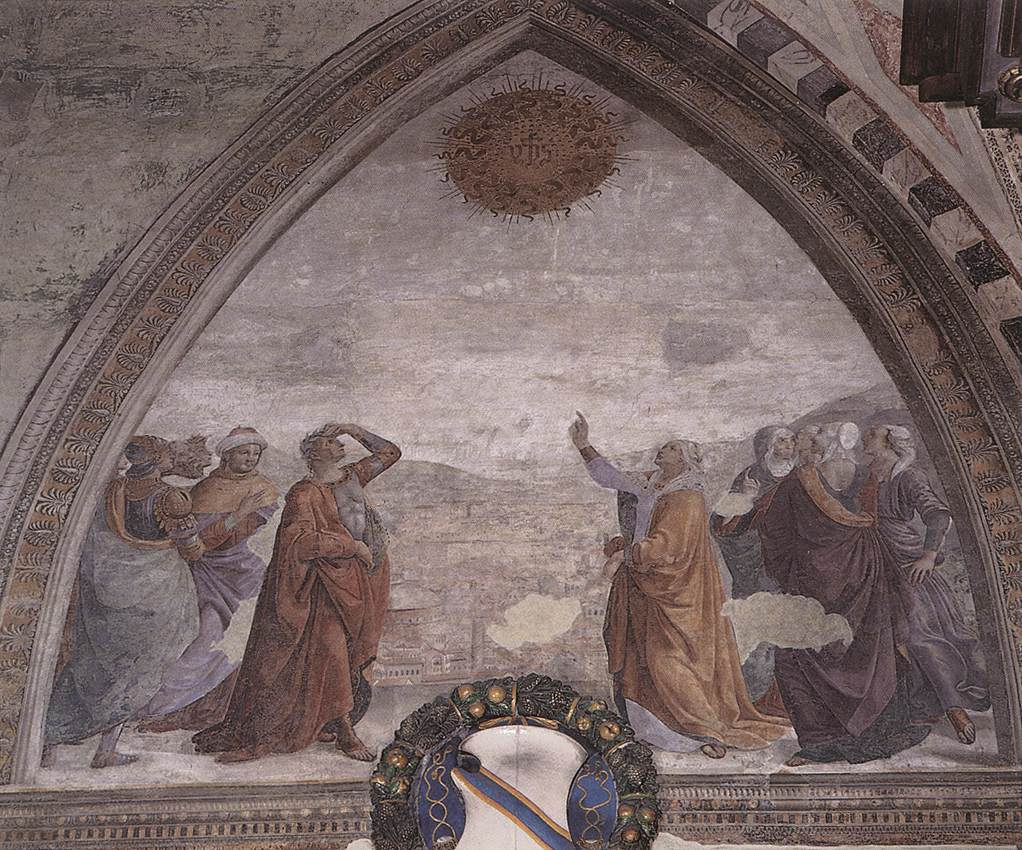
Augusto e la Sibilla Tiburtina

Sulla parete esterna, sopra l'arco della cappella, si trovano due affreschi facenti parte del ciclo. Le condizioni di conservazione di queste scene è peggiore perché furono scialbate verso il 1740 e riscoperte solo nel 1895. Queste decorazioni, poste al di sopra di uno stemma Sassetti entro una ghirlanda, in terracotta policroma invetriata, avevano anche la funzione di attirare l'attenzione dello spettatore dalla navata verso la cappella, che si trova in posizione un po' defilata.

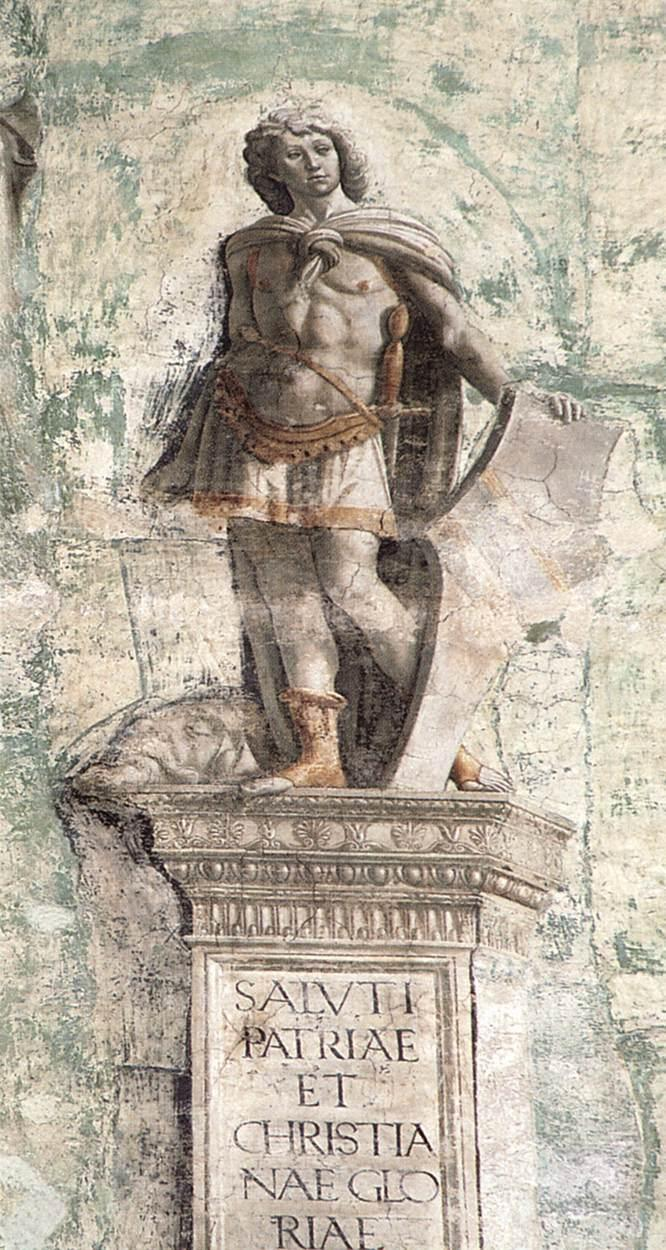
David

Sopra la continuazione pittorica del pilastro che separa la cappella da quella contigua, con un'iscrizione latina, si trova una figura a monocromo con dorature del David, realizzato con la tecnica della grisaille e con dorature sui calzari, sulla corazza e sull'armatura, fatta per assomigliare a una statua. L'eroe biblico è armato di spada e della fionda con una pietra, mentre con la mano sinistra regge uno scudo con lo stemma Sassetti. La posa in contrappunto e ai suoi piedi si trova la testa del gigante Golia decapitato. La sua funzione è triplice: oltre a presentare l'ingresso del mausoleo con lo scudo araldico, annuncia, in quanto profeta, la Natività della pala d'altare, come evidenzia anche l'iscrizione sul piedistallo ("Saluti patriae et christianae gloriae e[x] s[ententia] s[enatus] p[opulique]"), e incarna il ruolo del defensor civitatis, avendo egli protetto il suo popolo dalla minaccia del gigante Golia: infatti ha una lunga tradizione nell'iconografia cittadina di Firenze, in quanto simbolo delle libertà cittadine contro le minacce esterne: celebri sono le versioni scultoree di Donatello (1440 circa), di Verrocchio (1472-1475) e di Michelangelo (1501-1504).
L'affresco a forma di lunetta che si trova sulla cappella ha invece come tema Augusto e la Sibilla Tiburtina che annunciano la nascita del Messia. Sullo sfondo di un paesaggio oggi poco leggibile che rappresenta il Campidoglio a Roma, si trovano due gruppi di personaggi: a sinistra Augusto e due uomini, a destra la Sibilla Tiburtina (che potrebbe essere un ritratto della figlia di Francesco Sassetti che si chiamava proprio Sibilla) e due donne. Essi fissano e indicano il sole, in cui compare il trigramma di Cristo descritto da san Bernardino. Secondo una leggenda infatti l'Imperatore sarebbe venuto a sapere della nascita di un nuovo Redentore grazie alla Sibilla, quindi il sole rappresenterebbe la nuova era della concordia che essi scorgono sorgere all'orizzonte. Augusto infatti raccolse nei Libri Sibillini una serie di profezie e speranze per un nuovo ciclo di vita del genere umano diffuse soprattutto nel mondo orientale, che rilette nell'epoca cristiana ne fecero una sorta di profeta pagano.

### Volta

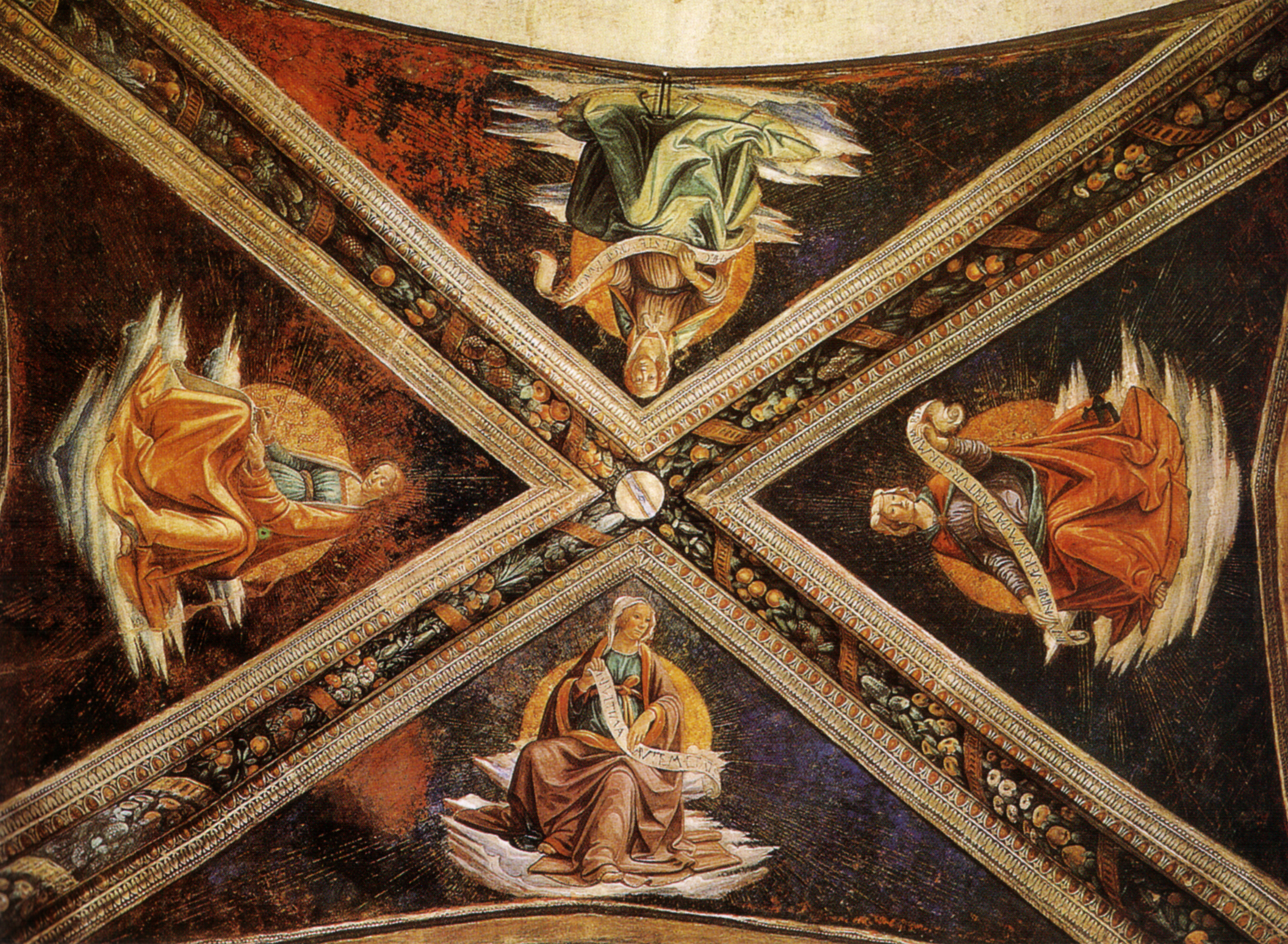
Sibille

Il tema profetico prosegue nella volta dove si trovano quattro Sibille, sullo sfondo di un cielo azzurro (oggi in alcuni punti rosso per la caduta del pigmento originario) tra costoloni decorati come festoni di fiori e frutta. Ciascuna è ritratta seduta su un trono ideale di nuvole, davanti a un nimbo luminoso che emette raggi dorati. Esse reggono cartigli con profezie in latino circa il loro ruolo profetico descritto da Virgilio. La prima sibilla sopra l'ingresso è la Sibilla Cumana, la più importante poiché legata alla profezia virgiliana, e le altre sono quella Eritrea e l'Agrippa, mentre la quarta identificazione è incerta, forse la Cimmeria, priva di cartiglio.

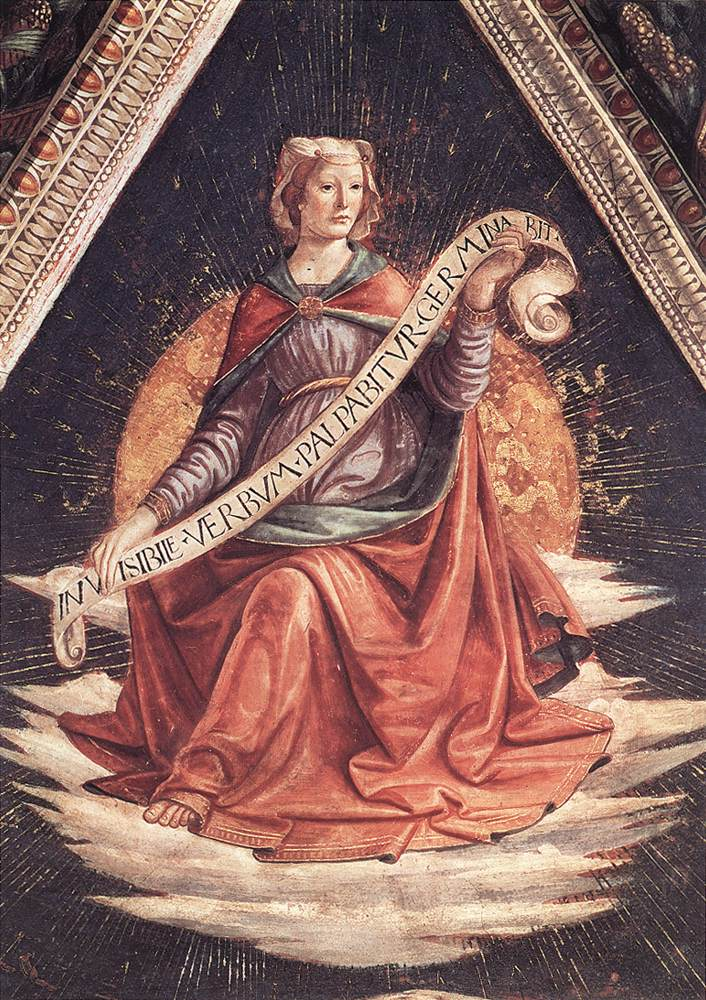
Sibilla Cimmeria

Le scritte riportano: "Hec teste Virgil Magnus, in ultima autem etate; Invisibile verbum palpabitur germinabit". L'"ultima ètà" è quella dell'oro e il riferimento al "verbo invisibile" rimanda alla venuta di Cristo. La scritta su Virgilio rimanda alla quarta ecloga delle Bucoliche in cui si parla, con uno spirito da palingenesi, della venuta di un bambino portatore di un'età di pace e felicità, simile a quella in cui regnò Saturno, descritta nelle profezie sibilline ispirate alla filosofia greca e alle religioni egizia e persiana. L'interpretazione cristiana della quarta ecloga viene fatta risalire a Costantino e si rafforzò nel Medioevo (si pensi al ruolo scelto per Virgilio da Dante), per poi vedere il suo trionfo con la rilettura della cultura pagana di Marsilio Ficino e Cristoforo Landino, che identificò il puer con Cristo. Anche se forse in realtà Virgilio intendeva celebrare Augusto, una lettura civile dell'egloga è comunque convincente nella lettura dell'iconografia della cappella, poiché l'imperatore fu colui che, dopo le guerre civili restaurò a Roma la pace e le tradizioni, gli ideali e le virtù della Roma repubblicana, ripresi poi da Lorenzo una volta conclusa la pace di Lodi (1454).
Per quanto riguarda la qualità pittorica delle Sibille, solo i volti sembrano di mano di Domenico, mentre i corpi, di proporzioni inesatte, con il disegno delle mani un po' incerto, fanno pensare a un lavoro di bottega. La loro rappresentazione frontale tradisce la mancata conoscenza delle regole della prospettiva da sott'in su, sperimentata pochi anni prima da Melozzo da Forlì negli affreschi di Santi Apostoli, che Ghirlandaio non ebbe probabilmente modo di studiare nel suo soggiorno romano del 1480-1482. Tale insegnamento a Firenze venne invece recepito, pochi anni dopo, da Filippino Lippi.

### Pala d'altare e committenti

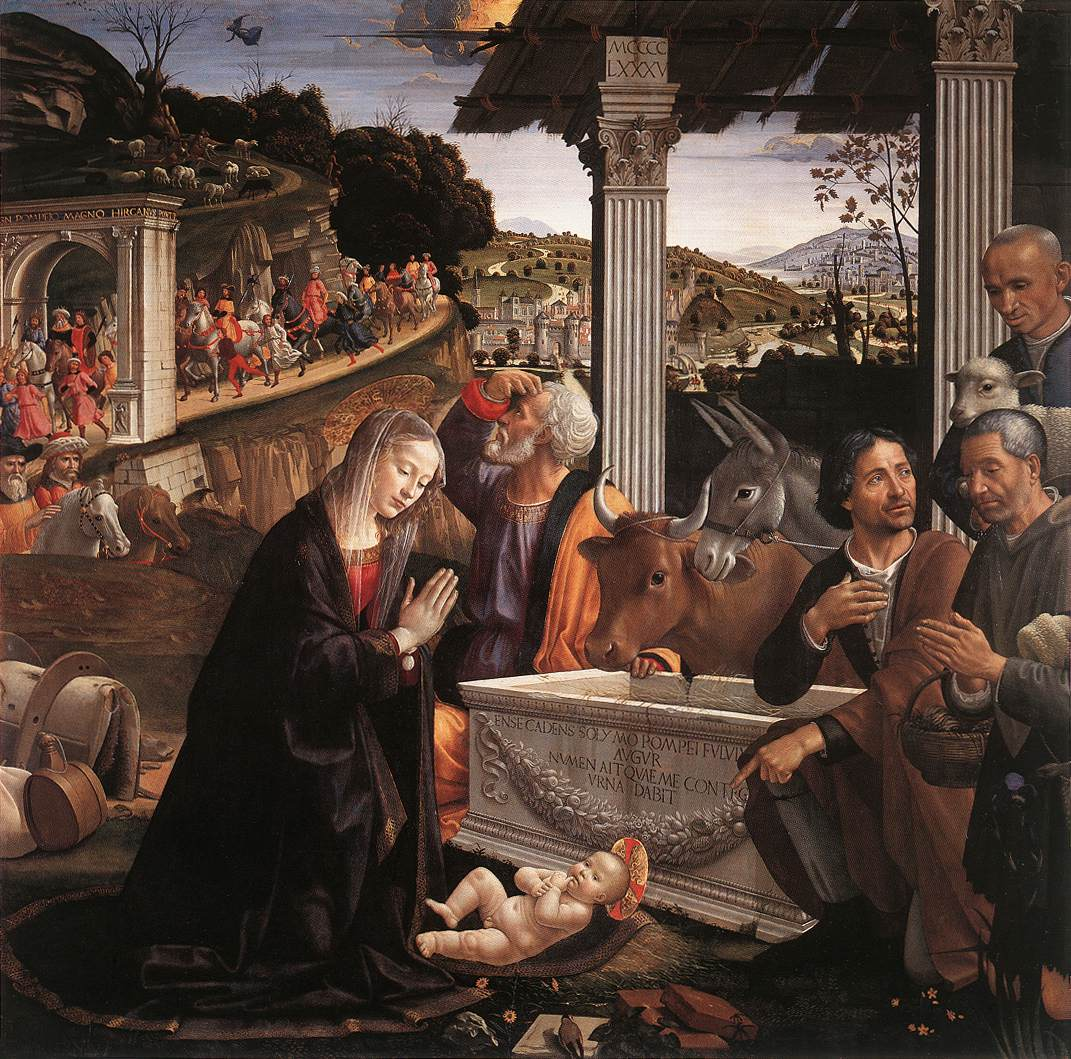
Adorazione dei pastori

Il tema dell'avvento di Cristo si conclude poi nella pala d'altare, dedicata all'Adorazione dei pastori e datata 1485. Il sarcofago-mangiatoia, l'arco di trionfo sotto cui passa il corte dei Magi e i pilastri che reggono la capanna sono precisi riferimenti alla nascita del Cristianesimo in ambito pagano. Ad esempio l'iscrizione sul sarcofago "ENSE CADENS SOLYMO POMPEI FVLV/IVS/ AVGVR NVMEN AIT QUAE ME CONTEG/IT/ VRNA DABIT" si rifà alla leggenda dell'augure Fulvio, che sul punto di morire durante l'assedio di Gerusalemme di Pompeo predisse che il suo sepolcro sarebbe stato usato da un Dio. Rimanda a Gerusalemme e Pompeo anche l'iscrizione sull'arco "GN. POMPIO MAGNO HIRCANVS PONT. P.", cioè "eretto in onore di Gneo Pompeo Magno per volere di Ircano, sacerdote del Tempio".
Queste colte citazioni classiche furono probabilmente suggerite dal Fonzio, rappresentando, con altri elementi simbolici, il passaggio dalle religioni giudaica (di Ircano) e pagana (di Pompeo) al cristianesimo, sorto sulle rovine delle altre confessioni, come ricordano i due pilastri scanalati. Anche il paesaggio lontano, con le vedute di Gerusalemme e di Roma, simboleggia questa allegoria. Nelle figure dei pastori, che citano il Trittico Portinari di Hugo van der Goes, Ghirlandaio inserì il proprio autoritratto, il primo di una lunga serie, nell'uomo che indica stupefatto il Bambino.
Ai lati della pala si trovano i due committenti inginocchiati: Francesco, a destra, e sua moglie Nera Corsi, a sinistra. I due ritratti sono caratterizzati da linee severe e un po' rigide, diverse dalla sciolta narrazione delle scene, rifacendosi piuttosto al gusto fiammingo che riaffiora costantemente nell'arte di Ghirlandaio. Francesco è vestito di rosso, a mani giunte, con il volto severamente assorto, le carni un po' molli e segnate dai solchi dell'età, la testa rasata. Sua moglie invece ha tratti affilati, col capo coperto da un semplice panno bianco e il vestito nero, come usava per le donne non più giovani. Alla base delle loro figure si legge la data A.D. MCCCCLXXX XV decembris, cioè il Natale del 1480, una data simbolica legata forse alla commissione dell'opera o all'inizio dei lavori.

### Rinuncia ai beni terreni

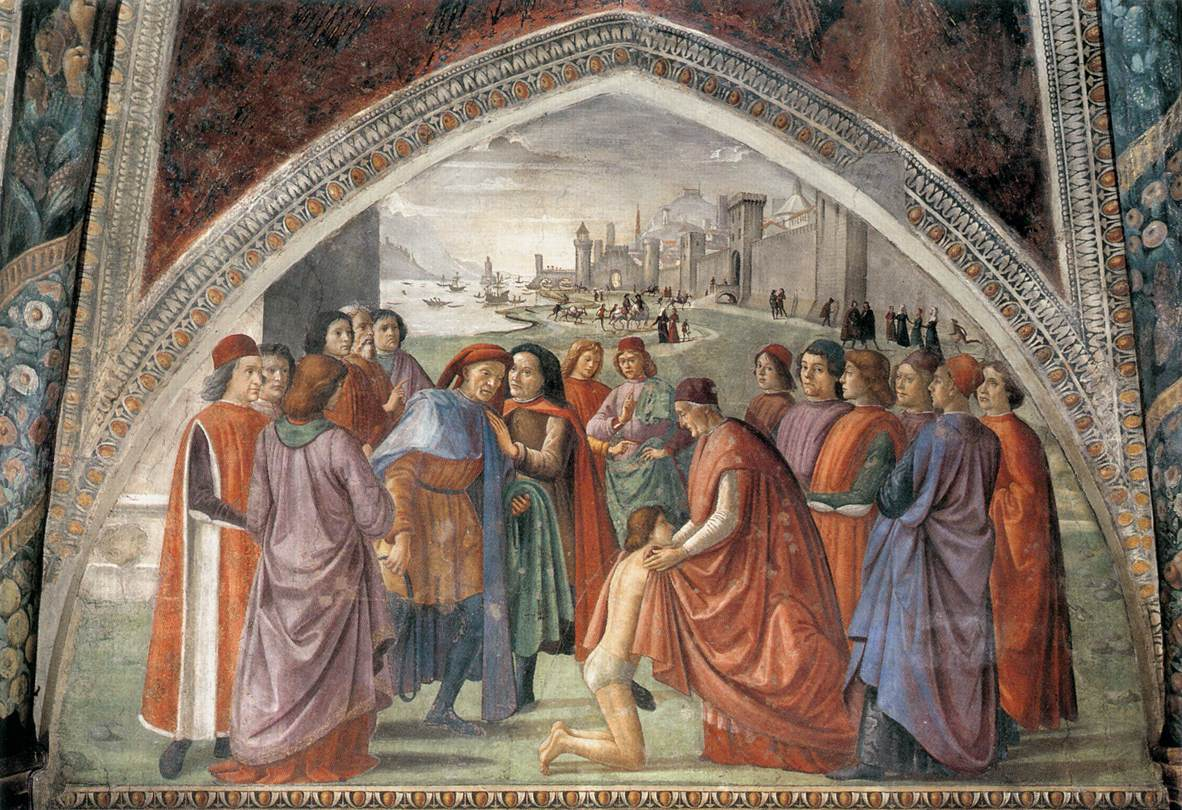
Rinuncia dei beni terreni

Il ciclo delle Storie di san Francesco avvia in alto nella parete sinistra, con l'episodio della Rinuncia dei beni. Raffigura il giovane Francesco che ha abbandonato i beni terreni spogliandosi delle vesti pubblicamente e mentre viene protetto dal vescovo di Assisi Guido, il padre Pietro Bernardone è irato e trattenuto dietro di lui da alcuni individui. Sembra anche solo sostenuto, come se ormai fosse già rassegnato alla sorte del figlio, o forse è la solita mancanza di drammaticità nell'opera del Ghirlandaio, soprattutto in queste scene in cui il contributo degli assistenti è più marcato: rispetto all'omonimo affresco di Giotto nella Cappella Bardi scarseggiano infatti il movimento e il pathos. Vari personaggi di contorno affollano la lunetta, senza però prendere parte all'azione, forse opera dei fratelli di Domenico e della bottega.
La scena si svolge sullo sfondo di una città nordica che è stata riconosciuta come Ginevra o Lione dove il Sassetti aveva prestato servizio per i Medici. Un'analoga veduta si trova infatti, come notato da Borsook e Offenhaus, nel Ritratto di Francesco Sassetti con il figlio Teodoro oggi al Metropolitan Museum di New York.

### Miracolo delle stimmate

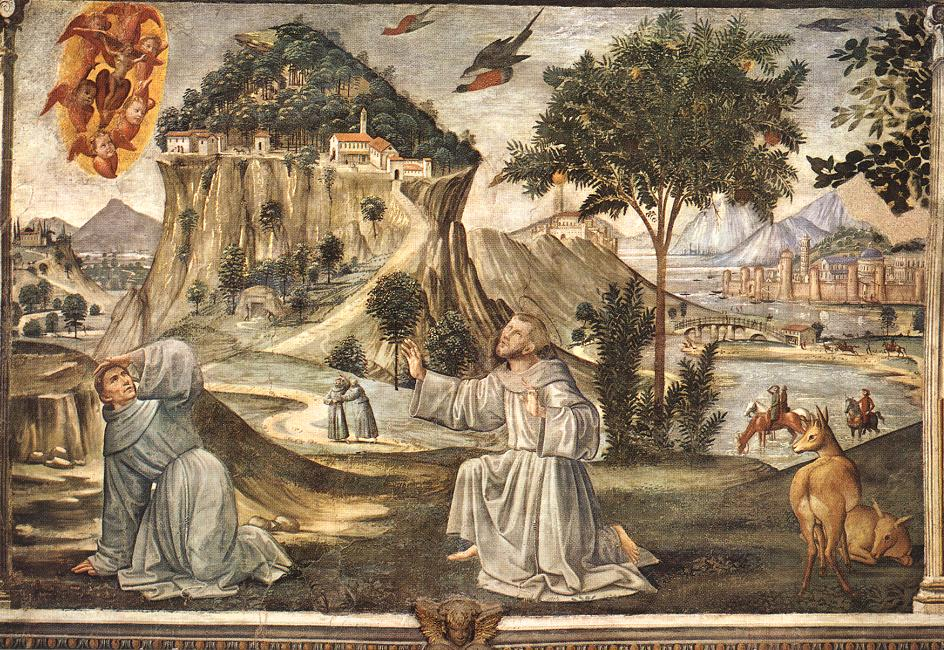
Miracolo delle stimmate

In basso sulla parete sinistra è rappresentato san Francesco inginocchiato con le braccia aperte a ricevere il segno divino delle stimmate dal Crocifisso apparso in un nimbo tra un gruppo di serafini. Fu eseguito in dieci giornate e pur seguendo l'impostazione di Giotto in Santa Croce, il Ghirlandaio sembra prediligere come modello il rilievo marmoreo del pulpito, sempre in Santa Croce, opera di Benedetto da Maiano. Il miracolo avvenne alla Verna, la cui rocca è fedelmente riprodotta al centro dello sfondo, con una mirabile rappresentazione naturalistica forse senza precedenti. A destra si riconosce una città su un lago, una rappresentazione fantasiosa di Pisa della quale si riconosce abbastanza chiaramente il Duomo e la Torre di Pisa. Si tratta forse di un riferimento a una ipotesi di provenienza della famiglia Sassetti dal castello di Sassetta nel territorio pisano. 
La realizzazione pittorica è eccellente, anche nelle parti più difficili come i volti, le mani sottili del santo e il panneggio, con una pennellata rapida ed esperta peculiare del maestro. La luce divina dell'apparizione porta alcuni magici riflessi sul volto del santo e sul saio. Da notare anche l'abilità nel rappresentare un cervo in scorcio, mentre gli uccelli che si congiungono in volo sono legati al tema dell'armonia dei cicli naturali, presenti anche in numerose altre opere rinascimentali. Il Cristo tra i serafini appare molto simile a quello di un frammento delle Stimmate di san Francesco di Paolo Uccello presente nella stessa chiesa, un tempo facente parte di un ciclo più ampio a cui il Ghirlandaio dovette inevitabilmente guardare.

### Conferma della Regola

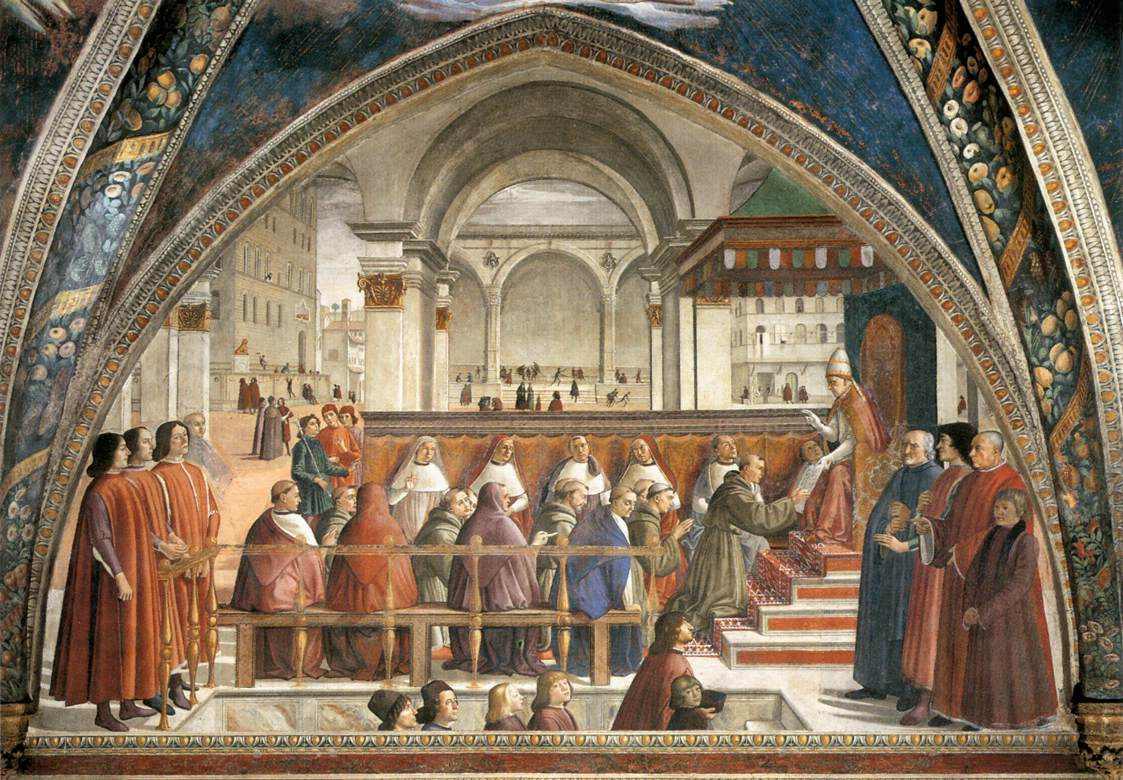
Conferma della regola

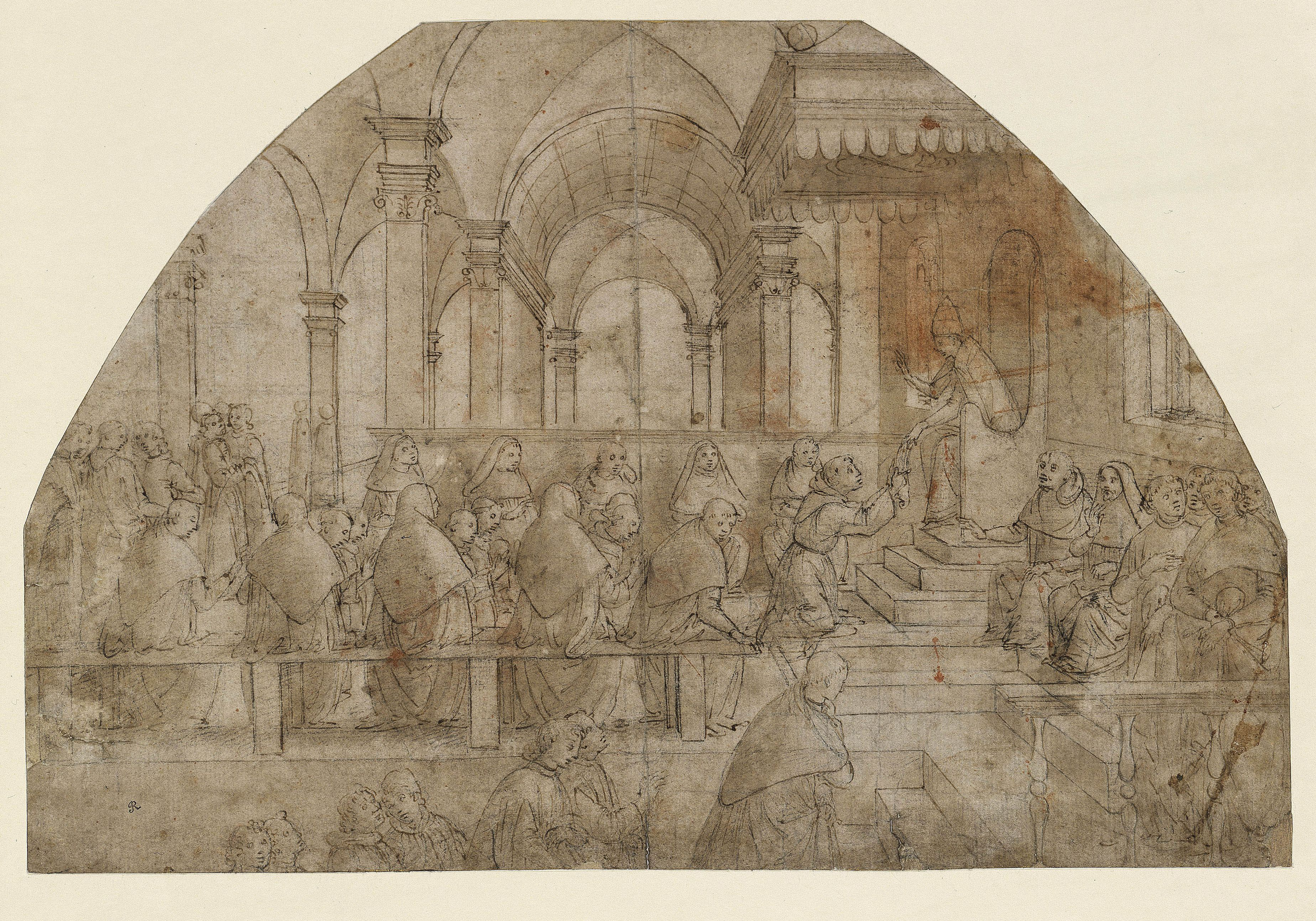
Studio per la Conferma dell'ordine francescano (Berlino)

La Conferma della Regola, con il Miracolo del fanciullo resuscitato, occupano la parete centrale e sono le più rappresentative dell'intero ciclo. Entrambe sono ambientate in un precisissimo scorcio fiorentino.
Nella parete centrale in alto, rappresenta san Francesco che viene ricevuto da papa Onorio III. La scena si inquadra con grande perizia ed originalità, all'interno di un portico aperto, facendo sì che l'arco della cappella sembri un arco della chiesa sulla quale si apre la scena. La scena è ambientata a Firenze anziché a Roma, con una chiara rappresentazione di piazza della Signoria sullo sfondo, il Campidoglio cittadino, con la Loggia della Signoria (ancora senza statue) al centro e Palazzo Vecchio di fianco, dietro al quale si intravede l'aspetto della chiesa di San Pier Scheraggio, prima che fosse distrutta per far spazio agli Uffizi. Il Leone del Marzocco si presenta qui dorato e in bella mostra sull'Arengario del palazzo. Una serie di figurette, riprese nelle loro attività quotidiane dà alla veduta l'aspetto di un palpitante squarcio reale. La scelta di ambientare la scena a Firenze denota l'importanza data alla città, che nei circoli umanisti veniva considerata come la nuova Roma o la nuova Gerusalemme. La presenza del papa e dei cardinali conferma infatti il ruolo di Firenze come centro di rinnovamento spirituale e politico in cui l'esempio di san Francesco era rivissuto dai personaggi più importanti, quali i Medici e i Sassetti. Questo "nuovo cristianesimo" riformato è quello che irradia dalle teorie di Marsilio Ficino, le cui conquiste intellettuali e morali dell'Umanesimo permettono il ritorno dei mitici "saturnia regna", a cui alludono altre pitture della cappella. Non è improbabile che la scena mescoli ricordi della corte papale a Roma, vista in prima persona dal Ghirlandaio quando andò a decorare le pareti della cappella Sistina, oppure di soggiorni papali in città, come quello di Eugenio IV durante il concilio di Firenze di cinquant'anni prima.
Un disegno ora a Berlino mostra come il Ghirlandaio avesse inizialmente pensato la scena in maniera più tradizionale, seguendo l'iconografia di Giotto in Santa Croce, senza i ritratti. Nell'elaborazione definitiva però creò i tre piani della scena, cioè la scalinata verso il basso, con alcune teste che emergono, la chiesa con la scena principale e lo sfondo. L'occhio dello spettatore veniva così guidato dalla serie di personaggi che compongono la scena.
A destra in primo piano compaiono il Gonfaloniere di Giustizia Antonio Pucci, cognato di Francesco Sassetti, Lorenzo il Magnifico, Francesco Sassetti stesso e il figlio Federigo, destinato alla carriera religiosa. Lorenzo è quello che tende la mano ad Agnolo Poliziano, in testa ai figli del Magnifico che stanno salendo le scale dietro di lui: Giuliano di Lorenzo de' Medici futuro Duca di Nemours, Piero il Fatuo e Giovanni de' Medici futuro papa Leone X; chiudono il corteo gli altri educatori dei rampolli di casa Medici, Luigi Pulci, l'autore del Morgante, e Matteo Franco, maestro elementare di casa Medici nonché canonico della cattedrale. La loro presenza è un omaggio del committente alla famiglia grazie al cui appoggio aveva potuto fare carriera, superando anche i momenti difficili.
Il Sassetti invece con un gesto della mano indica i suoi figli dall'altra parte della scala a sinistra, Galeazzo, Teodoro I e Cosimo. Precisa è la resa della loro dignità e del loro abbigliamento che testimonia l'appartenenza alla ricca borghesia fiorentina. I due gruppi laterali guidano l'occhio dello spettatore verso il centro come quinte teatrali, verso la scena religiosa. La composizione, così originale e perfettamente armoniosa, ne fa uno dei vertici più alti dell'arte del Ghirlandaio.

### Miracolo del fanciullo resuscitato

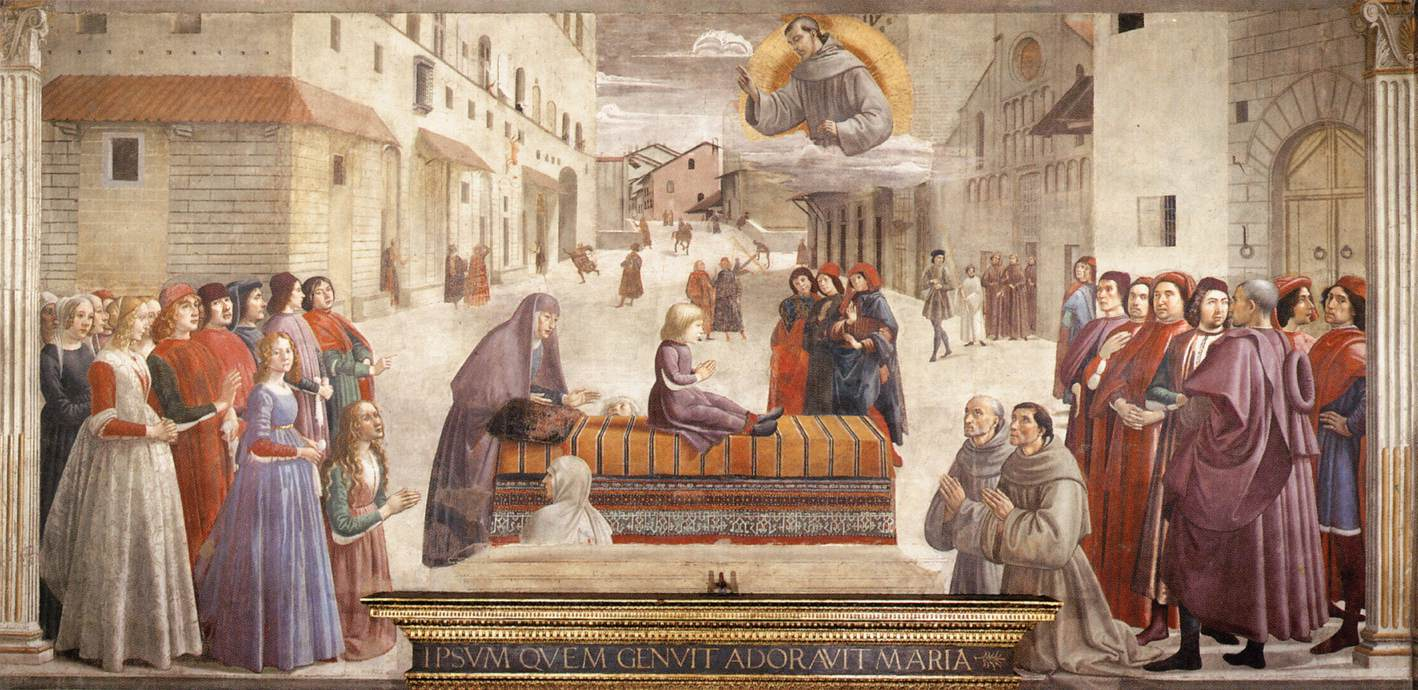
Miracolo del fanciullo resuscitato

Il Miracolo del fanciullo di Casa Spini resuscitato, al centro della parete sopra la pala d'altare, riproduce un miracolo postumo di san Francesco, legato alla famiglia Sassetti e non a caso raffigurato nel punto centrale del ciclo di affreschi. Al santo fu attribuito il miracoloso intervento che resuscitò un bambino caduto da una finestra di Palazzo Spini, proprio nell'antistante piazza Santa Trinita. Sostituì la scena consueto dell'Apparizione al capitolo di Arles, citata nel contratto originario, e conclude le storie del ciclo. Si riconoscono nella veduta cittadina la chiesa con la primitiva facciata romanica, il palazzo Spini, ancora oggi alla testa di ponte, i palazzi Gianfigliazzi, un angolo di palazzo Minerbetti e il ponte Santa Trinita, nella redazione originaria che veniva fatta risalire a Taddeo Gaddi. Le figure dello sfondo partecipano alla scena: c'è chi corre, chi cavalca con sussiego, chi sembra vedere l'apparizione del santo in cielo.
Il bambino risorto sta al centro del dipinto, seduto con le mani giunte su un cataletto coperto da tessuti orientaleggianti. San Francesco appare in cielo e lo benedice, mentre ai due lati due gruppi di individui (uomini a destra, soprattutto donne a sinistra) assistono alla scena. In questi gruppi, che si distinguono per le vesti sontuose e il portamento tipico della classe mercantile fiorentina, si concentrano un gran numero di ritratti di personaggi contemporanei, fra i quali si riconoscono innanzitutto i componenti della famiglia Sassetti. Le cinque donne a sinistra dovrebbero essere le figlie di Francesco Sassetti (quella che guarda lo spettatore si rivedrà anche, cresciuta, negli affreschi della Cappella Tornabuoni), mentre gli uomini davanti a destra i rispettivi mariti o fidanzati. Tra gli amici di casa Sassetti dovrebbero essere rappresentati Maso degli Albizi e forse Angelo Acciaiuoli e Filippo Strozzi il Vecchio.
L'ultimo uomo della prima fila a sinistra è lo stesso pittore che qui si autoritrasse in una fiera posizione con una mano sui fianchi. Accanto a lui, di profilo, il cognato Sebastiano Mainardi. Curiosa è la presenza di una serva di colore, con il naso schiacciato e con le labbra tumide. Sulla destra si riconoscono i ritratti poi di alcuni ricchi personaggi fiorentini, come Maso degli Albizi, Agnolo Acciaiuoli e Palla Strozzi, mentre l'uomo in primo piano quasi girato di spalle è Neri di Gino Capponi. Le due ultime figure a destra rappresentano forse il Poliziano e il Fonzio. In primo piano si trovano due frati inginocchiati e due monache, probabilmente legati ai Vallombrosani di Santa Trinita, stanno invece ai lati del cataletto; un'altra donna si protende verso il fanciullo, forse la madre.
Le tre figure dietro la bara sono di aiuto, forse di Sebastiano Mainardi. Vi si vedono anche due falegnami al lavoro: dopotutto quel tratto di strada si chiamava anticamente "via dei Legnaiuoli", e la menzione crea un vivo accento realistico.

### Prova del fuoco

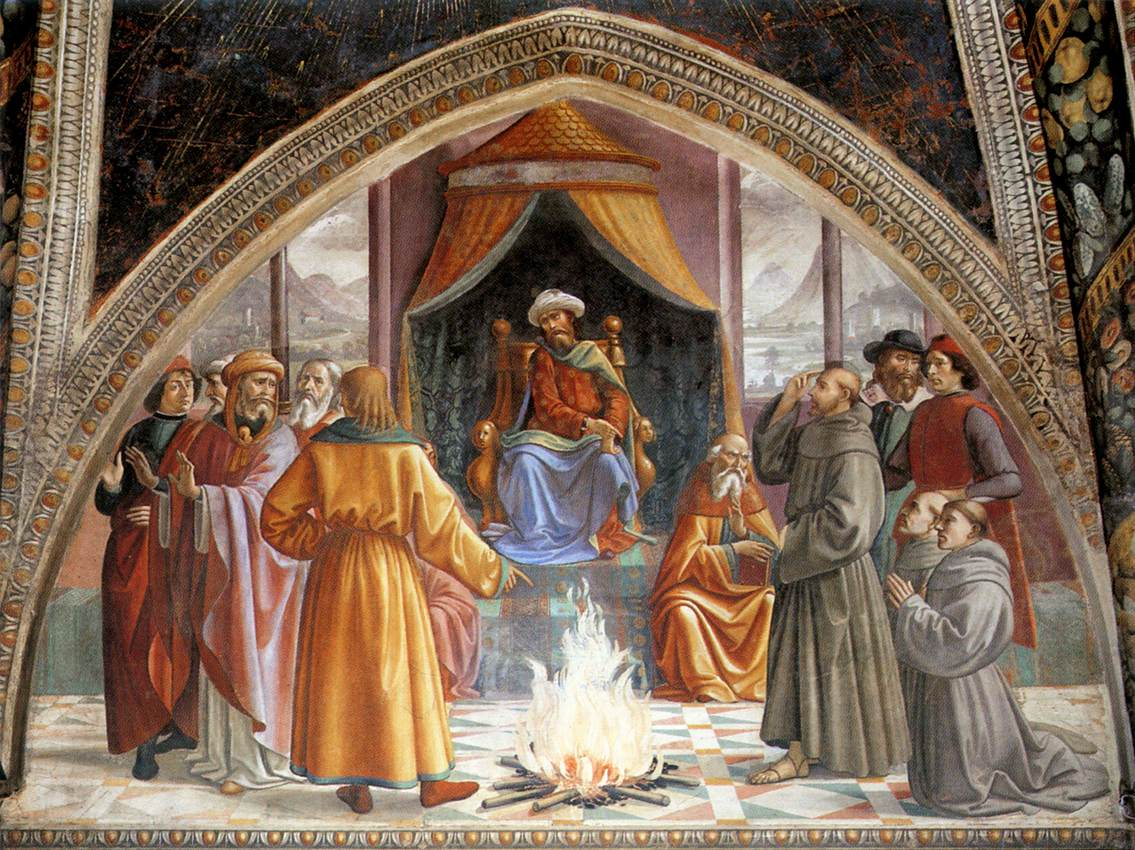
Prova del fuoco

In alto nella parete destra, viene rappresentato san Francesco che va a predicare dal sultano durante la Settima crociata: questi lo incita a passare sopra al fuoco per dimostrare la sua santità e a sua volta san Francesco sfida i consiglieri del sultano.
Lo schema compositivo ricalca abbastanza fedelmente la struttura dell'analogo affresco di Giotto in Santa Croce: il sultano al centro, a destra san Francesco con i suoi confratelli e a sinistra i consiglieri del sultano, con l'innovazione però di mettere una figura di spalle in primo piano, che fa convergere l'attenzione sul centro della scena. Particolarmente bello è il manto cangiante di uno dei consiglieri. Non si conoscono però i ritratti dei due personaggi in costume rinascimentale, mentre lo sfondo sembra un generico paesaggio di vallata montana.

### Esequie di san Francesco

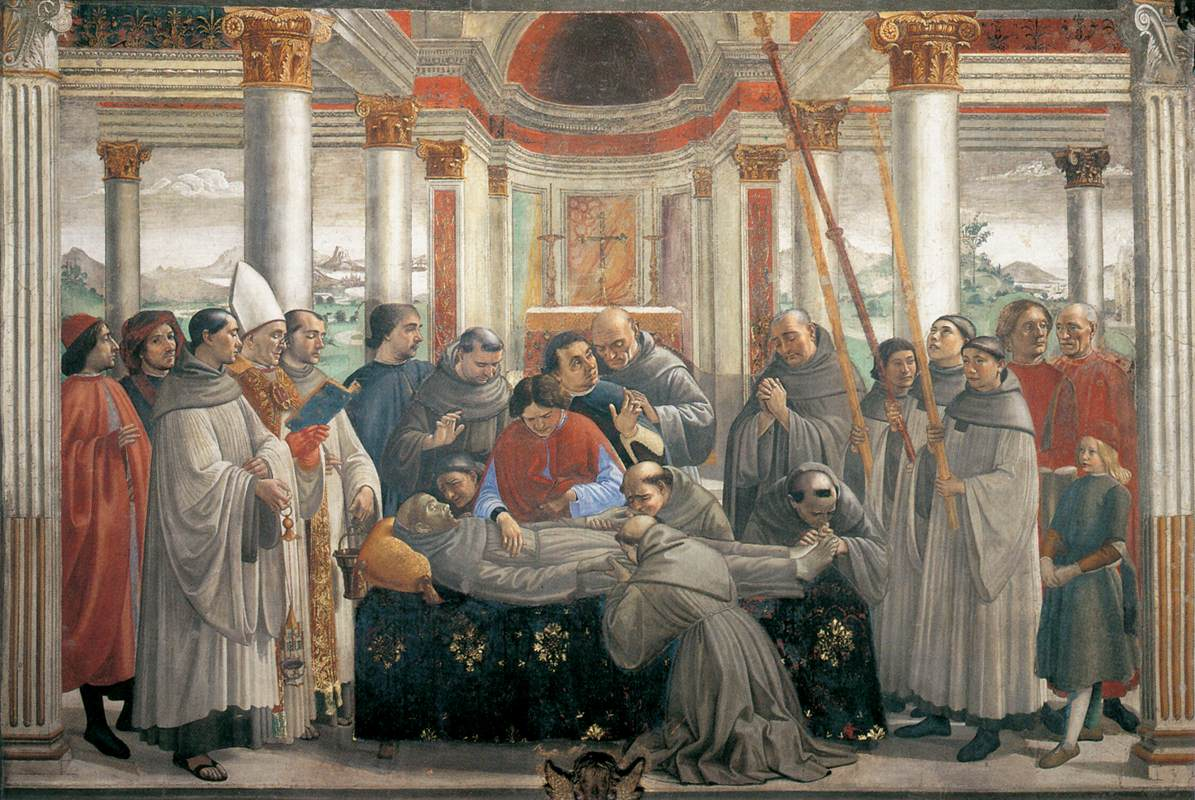
Morte di san Francesco

Chiude la serie la scena in basso a destra con le Esequie di san Francesco, eseguita in 28 giornate, dove il santo giace morto disteso su un catafalco al centro di una grande chiesa rinascimentale, con svariate figure attorno. Chiara è la derivazione dal Giotto di Santa Croce (gli stessi gesti dei monaci per esempio), anche se il Ghirlandaio se ne distacca in diversi elementi, come l'impianto monumentale dello sfondo, e il diverso grado di emozioni che pervadono i presenti. Infatti è ben vivo il ricordo delle Esequie di santa Fina, dipinte dal Ghirlandaio non molti anni prima, nel 1475.
I personaggi sono disposti sullo sfondo di un'imponente architettura classica, affollati attorno al catafalco del defunto. Alcuni preti recitano preghiere, tre giovani chierici portano una croce e due ceri processionali, mentre i frati, raccolti attorno al corpo del santo, danno sfogo al loro dolore. Un uomo vestito di rosso, messer Girolamo, cerca con incredulità la ferita nel costato. Probabilmente nel dare un volto ai frati della scena Ghirlandaio attinse tra i religiosi di santa Trinita e del vicino convento francescano di Ognissanti.
Le tre persone a destra sono padre, figlio e nipote non identificabili, forse legati alla famiglia Sassetti. A destra di nuovo il Poliziano e il Fonzio, i suggeritori dei soggetti e dei temi dell'intero ciclo.

## Stile
Il ciclo affrescato della cappella Sassetti fa suo l'impianto compositivo della cappella Brancacci, con le diverse scene suddivise in due piani sovrapposti e delimitate da pilastri scanalati, con un'applicazione rigorosa della prospettiva. Lo spazio, razionale e civile, mostra spesso squarci di vita quotidiana fiorentina, armonizzate con le scene sacre in primo piano. I personaggi contemporanei, ritratti con precisione nella loro dignità e raffinatezza, arrivano ad essere protagonisti del vivace racconto. Tra le varie influenze si possono cogliere le citazioni archeologiche e della tradizione fiorentina da Giotto in poi, oltre a una minuzia nei dettagli di stampo fiammingo.
La vena narrativa è ricca e feconda e, seppure sia quasi estranea al pathos concitato, privilegia l'armonia lineare, l'uso di colori luminosi e sereni, l'atmosfera serena.

## Le tombe

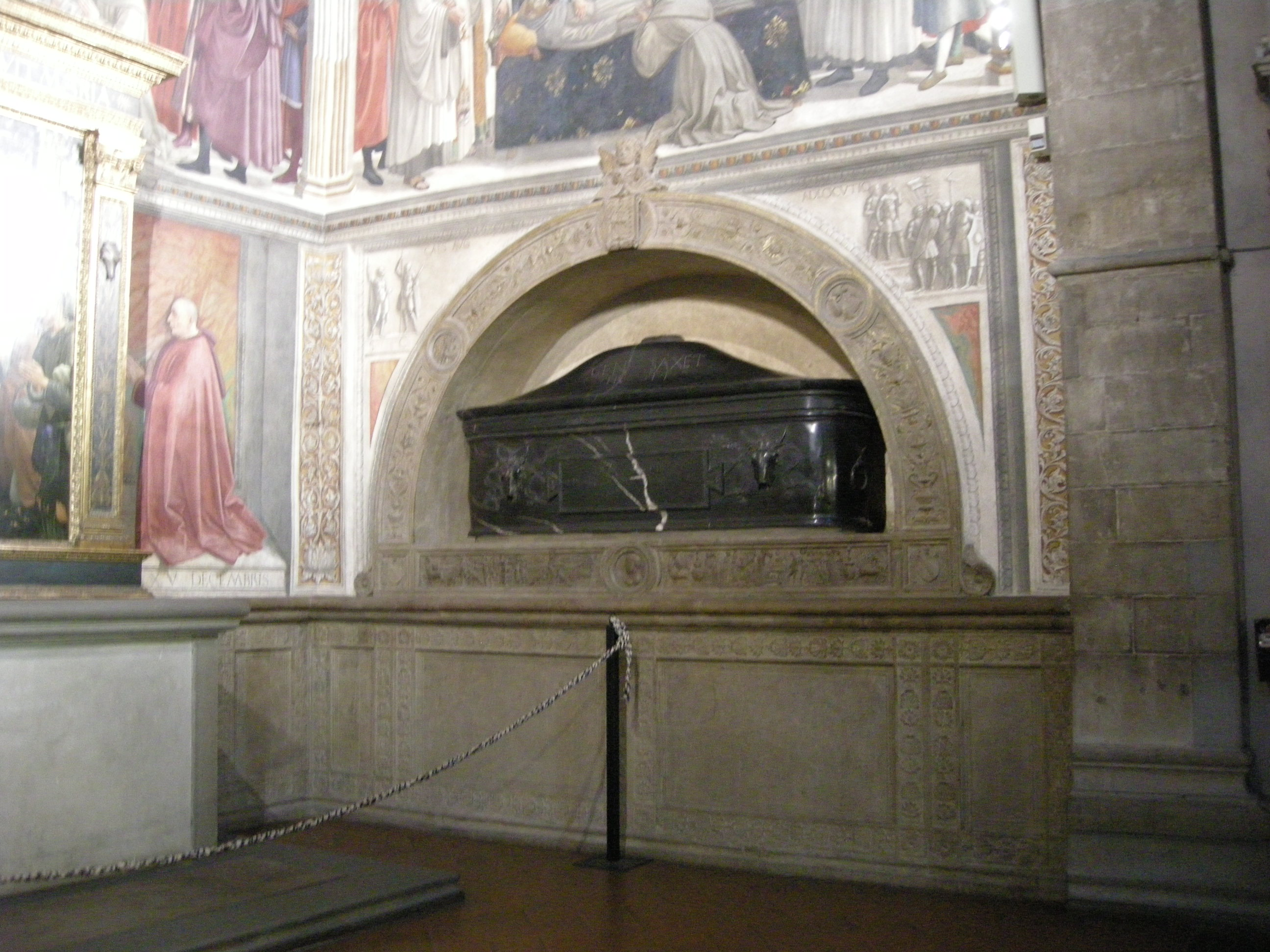
Tomba di Francesco Sassetti

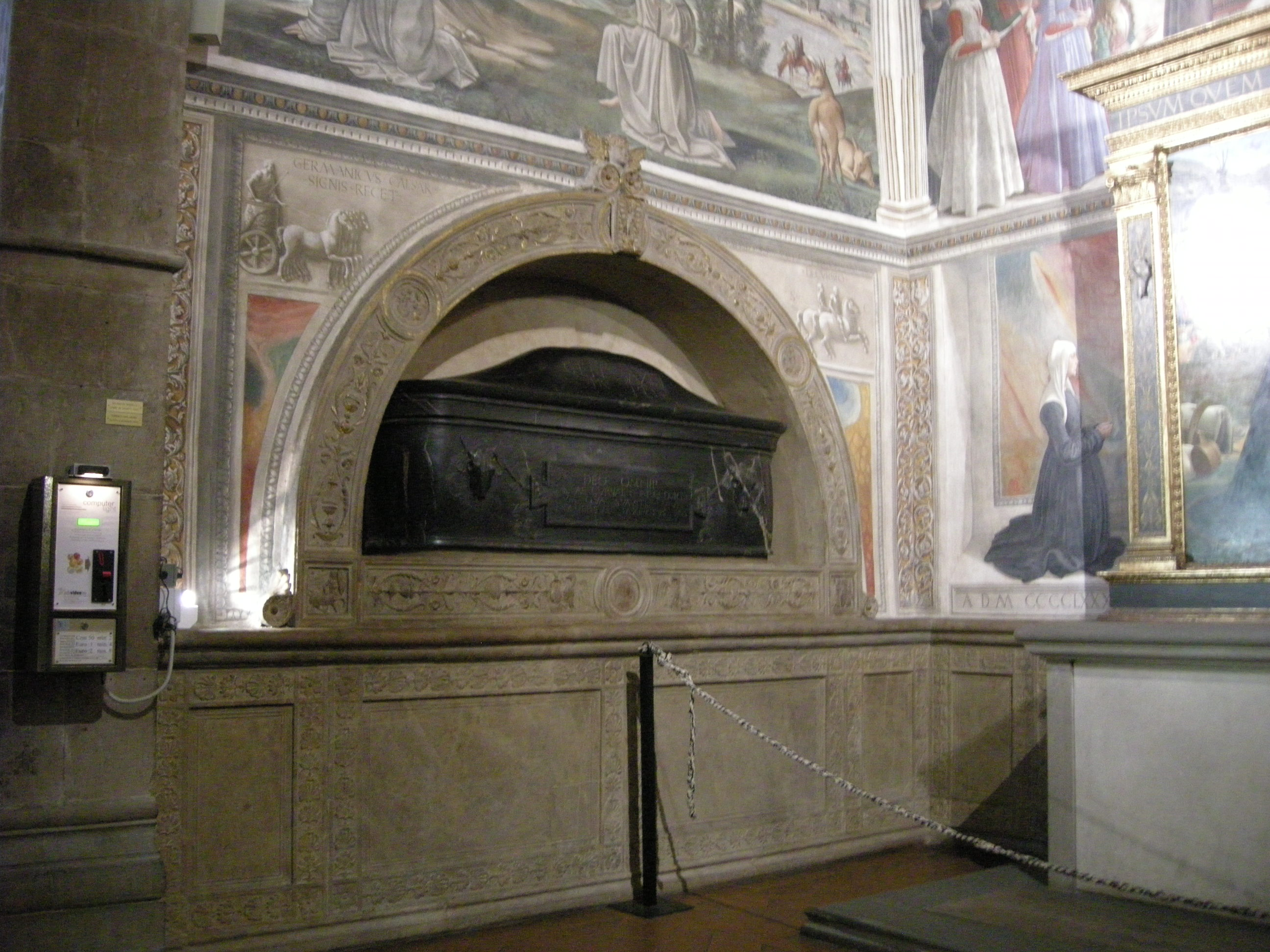
Tomba di Nera Corsi

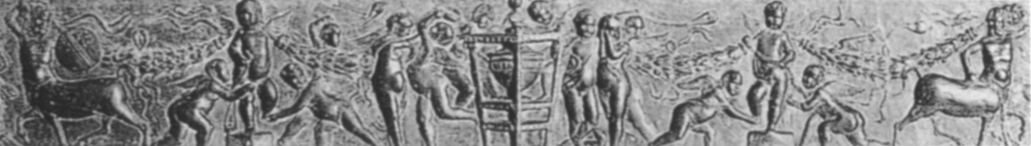
Sacrificio di Eroti, dalla tomba di Francesco Sassetti

Le due tombe sono collocate sotto a due archi nel registro all'altezza dell'altare sulle pareti laterali e sono opera di Giuliano da Sangallo, architetto di fiducia del Magnifico.  A destra si trova quello di Francesco Sassetti e a sinistra quello della moglie Nora Corsi. Entrambi i sarcofagi sono nella scura pietra di paragone e sono adornati da sobrie decorazioni a bassorilievo e asciutte iscrizioni in scrittura capitale in latino. Gli arcosoli sono invece in pietra serena e sono pure decorati da bassorilievi dorati, oltre che contornati da figurine classicheggianti affrescate a monocromo di ispirazione antiquaria: riprese forse da monete romane nelle collezioni Sassetti, non sono ancora state interpretate con esattezza; a destra ci sono ad esempio gli imperatori e una scena di Adlocutio, celebrando magari il committente come vir activus.
Nelle decorazioni delle tombe si percepisce un maggiore senso archeologico, derivato dall'ostentazione delle teorie e dell'iconografia della cerchia neoplatonica medicea. Le figurette tratte dall'arte greco-romana, magari filtrate dai fregi dei pulpiti di San Lorenzo (pulpito della Passione e pulpito della Resurrezione) di Donatello. Sul sarcofago di Francesco si trovano due bucrani tra festoni con al centro una targa biansata; sulla base dell'arco si trovano due rilievi con una scena di esequie (forse del Sassetti stesso) tra centauri un sacrificio di Eroti, il tutto tra due stemmi Sassetti entro riquadri. Anche nella tomba di Nera Corsi si vedono due riquadri con centauri che reggono scudi araldici Sassetti-Corsi, armati di fionde e sassi (richiamo al nome Sassetti). Il centauro potrebbe essere Chirone, tutore di numerosi eroi greci e simbolo di saggezza e di arte pratica, in cui l'uomo del Rinascimento si poteva identificare. Non a caso un centauro compare anche in un manoscritto della Biblioteca Medicea Laurenziana dell'Etica Nicomachea di Aristotele tradotta dell'Argiropulo, opera fondamentale che indica all'uomo come realizzarsi individualmente, sia attraverso l'attività manuale che quella del pensiero. La danza di Eroti nella cerimonia funebre ricordano poi la rinascita del defunto, infatti essi stanno per aprire il cratere con le ceneri del defunto al centro.
Sulla tomba di Nera Corsi si trovano anche alcune Nereidi: oltre che rimandare al suo nome Nera, sono anche allegorie del tenero amore coniugale, nelle loro pose che le ritraggono in due casi in atteggiamenti amorosi con un centauro-tritone. inoltre esse accompagnano l'anima nel viaggio verso il paradiso degli antichi, cioè le Isole dei Beati. Una figura in piedi su una nave simboleggia poi la Fortuna che guida nelle difficoltà e le tempeste della sorte, attraverso le doti dell'individuo.
Il messaggio complessivo è quello dell'esaltazione della vita attiva dell'individuo, confortato dalle virtù dell'animo e dell'intelletto e dagli affetti, rispetto agli aiuti o alle difficoltà della Fortuna, fino al momento della morte che, secondo la visione cristiana, è l'inizio di una nuova vita: non a caso le figure inginocchiate dei due committenti sulla parete centrale guardano intensamente alla Natività al centro. Le tonalità scure delle tombe dopotutto contrastano con la luminosità degli affreschi e richiamano il tema della morte, esaltata però in senso di rinascita.

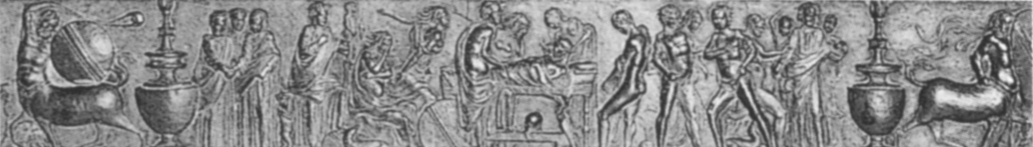
Morte di Francesco Sassetti
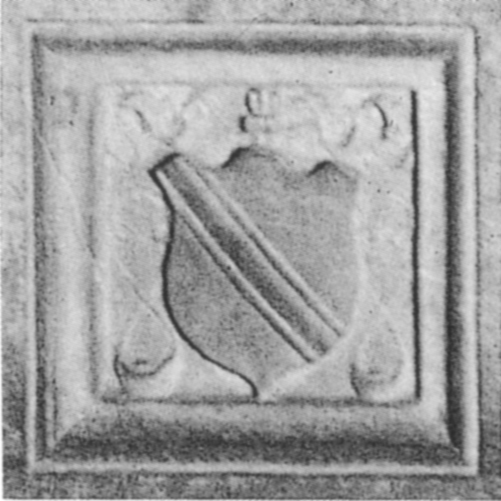
Stemma Sassetti, tomba di Francesco Sassetti
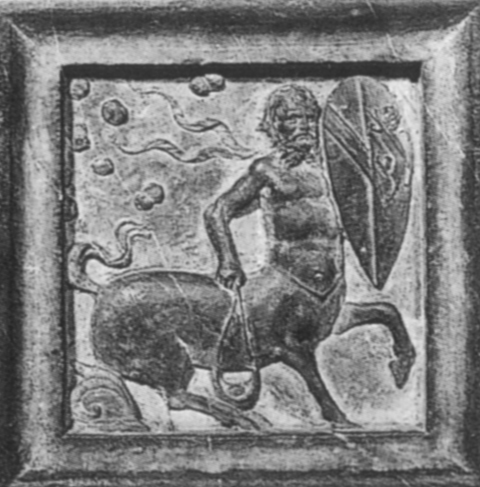
Centauro, tomba di Nera Corsi
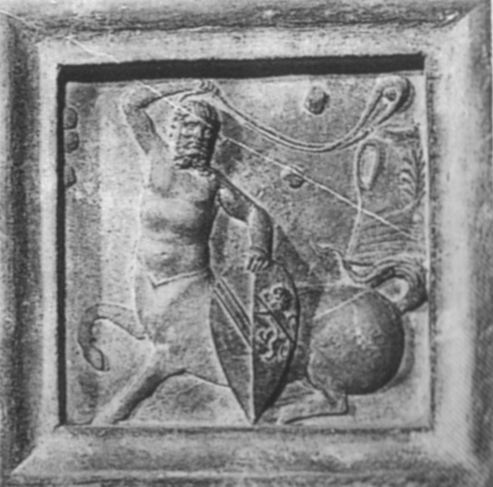
Centauro, tomba di Nera Corsi